# Oriental Limited
L'Oriental Limited fu un treno passeggeri che effettuava servizio tra Chicago, nell'Illinois, e Seattle, nello stato di Washington. Il servizio era gestito da Great Northern Railway tra Saint Paul, nel Minnesota, e Seattle, mentre tra Saint Paul e Chicago era gestito da Chicago, Burlington and Quincy Railroad. Il nome del treno voleva essere evocativo per richiamare il viaggio verso l'Estremo Oriente, dato che i battelli trans-oceanici della Great Northern erano un tempo interconnessi con i treni presso Seattle.
L'Oriental Limited fu introdotto nel dicembre 1905 come servizio tra Saint Paul e Seattle; il tragitto fu poi esteso a Chicago nel 1909. Nell'estate 1926 l'intero percorso da Chicago a Seattle richiedeva 70 ore.
Fu il primo treno su questa tratta finché nel 1929 iniziò il servizio l'Empire Builder. Il nome "Oriental Limited" scomparve nel 1931, e durante e dopo la Grande depressione la Great Northern fece funzionare un solo treno tra Chicago e la costa ovest. Lo stesso nome tornò nel 1946, quando riprese un servizio secondario sulla stessa ferrovia, ma quel treno divenne poi conosciuto come Western Star dal 1951.

## Galleria d'immagini

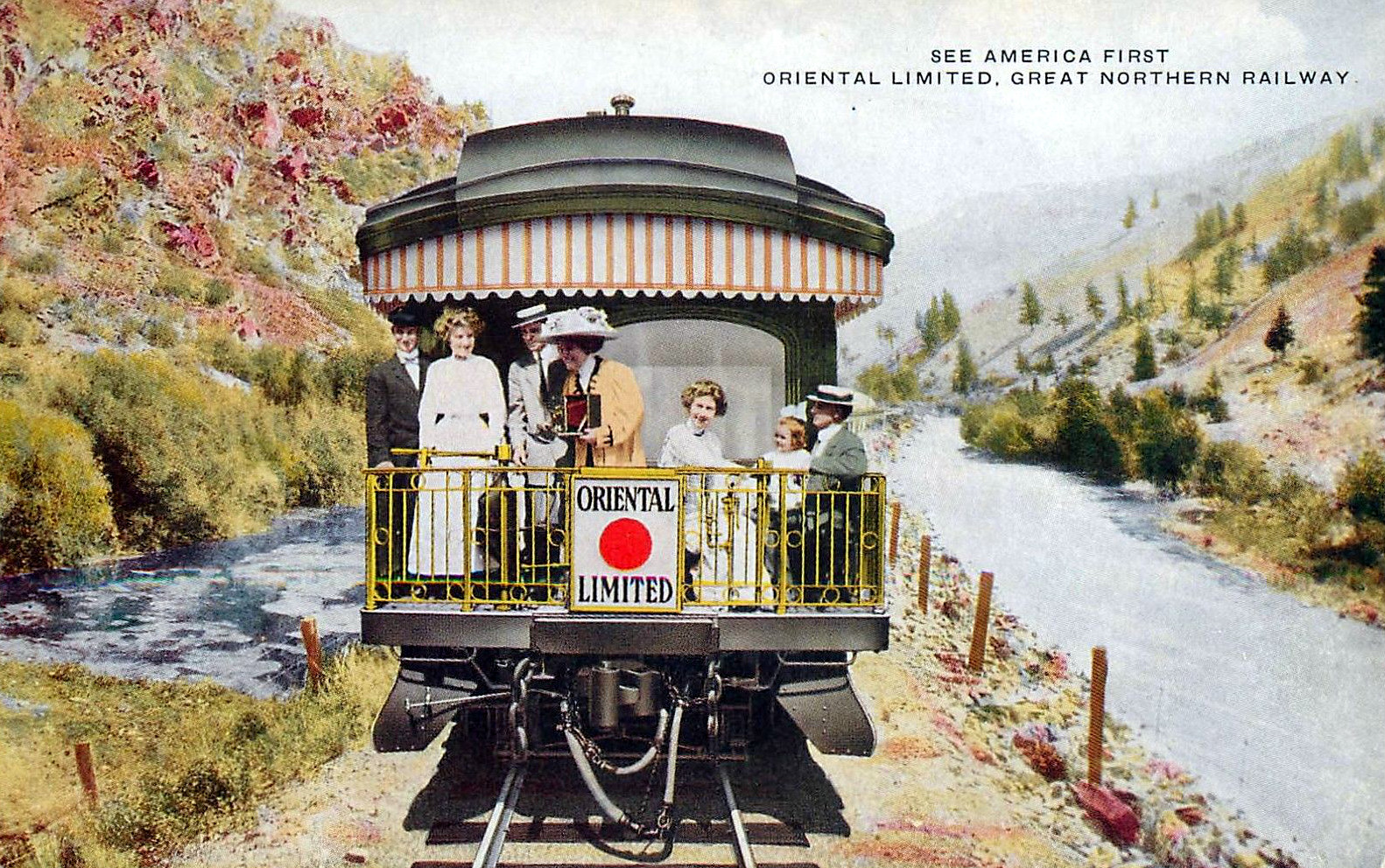
Piattaforma panoramica, 1912
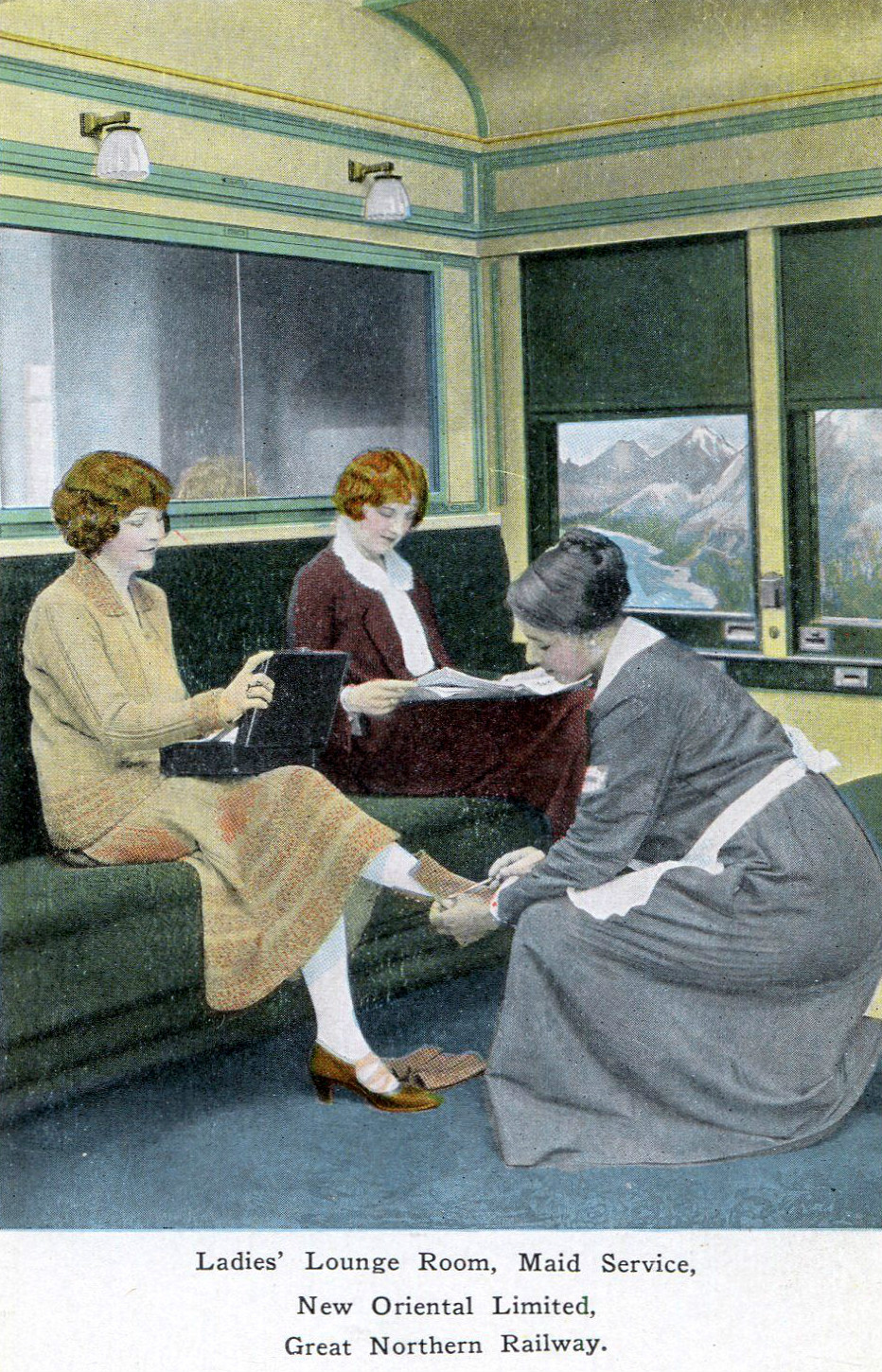
Servizio con camieriere nella Carrozza delle Signore
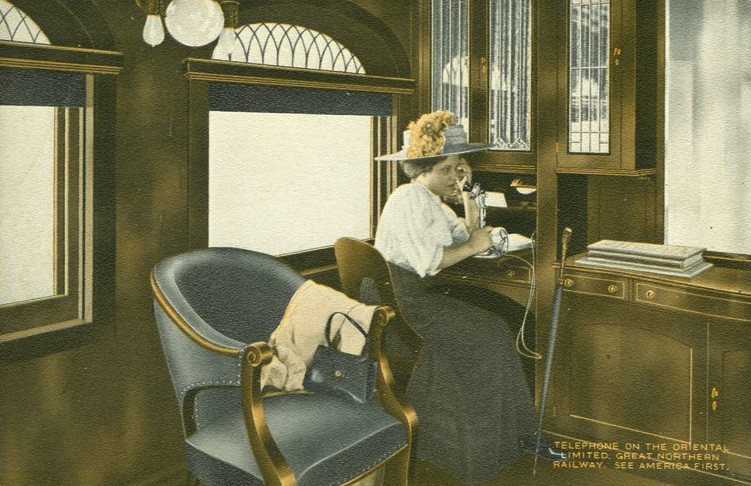
Servizio telefonico per i passeggeri
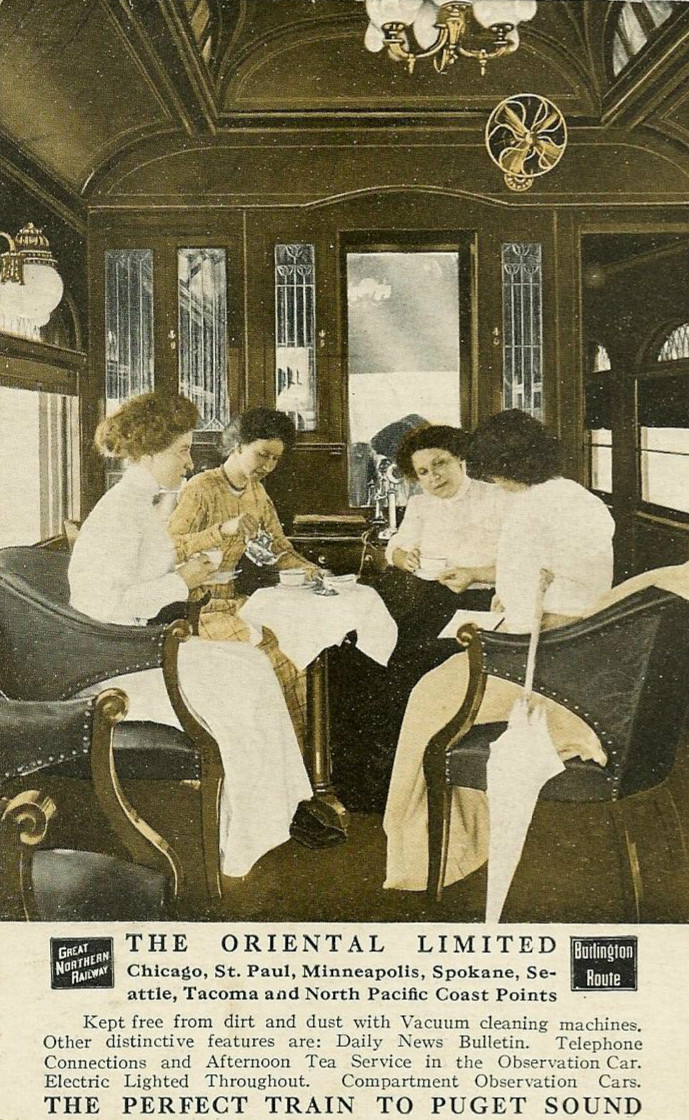
Tè del pomeriggio nella carrozza panoramica
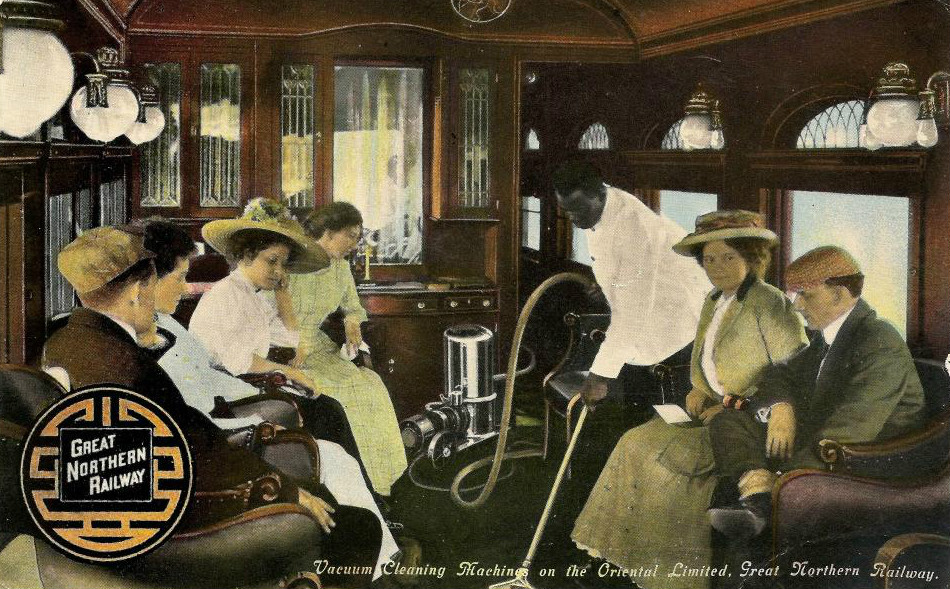
La carrozza salotto. Si nota un cameriere che aspira il tappeto.
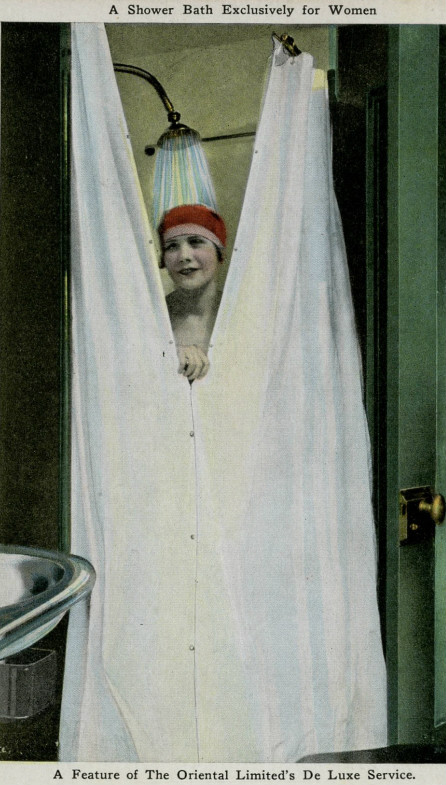
Una delle caratteristiche di maggior lusso del treno era la doccia.
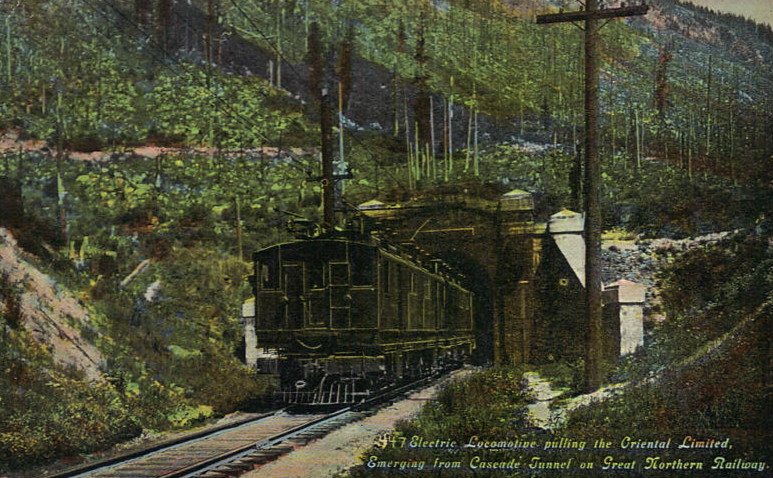
All'uscita del Cascade Tunnel nel 1918, trainato da una locomotiva elettrica
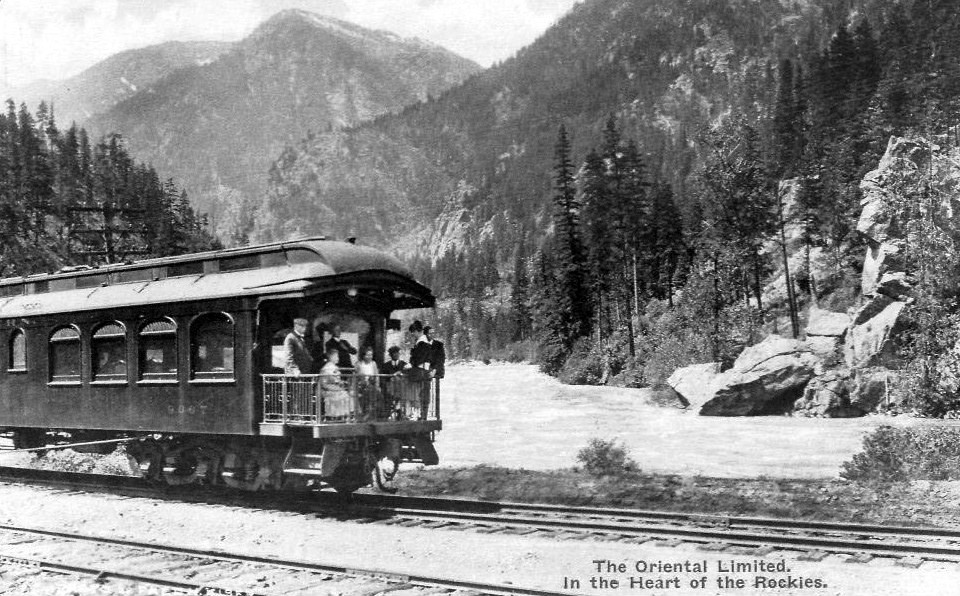
Il treno sulle Montagne Rocciose
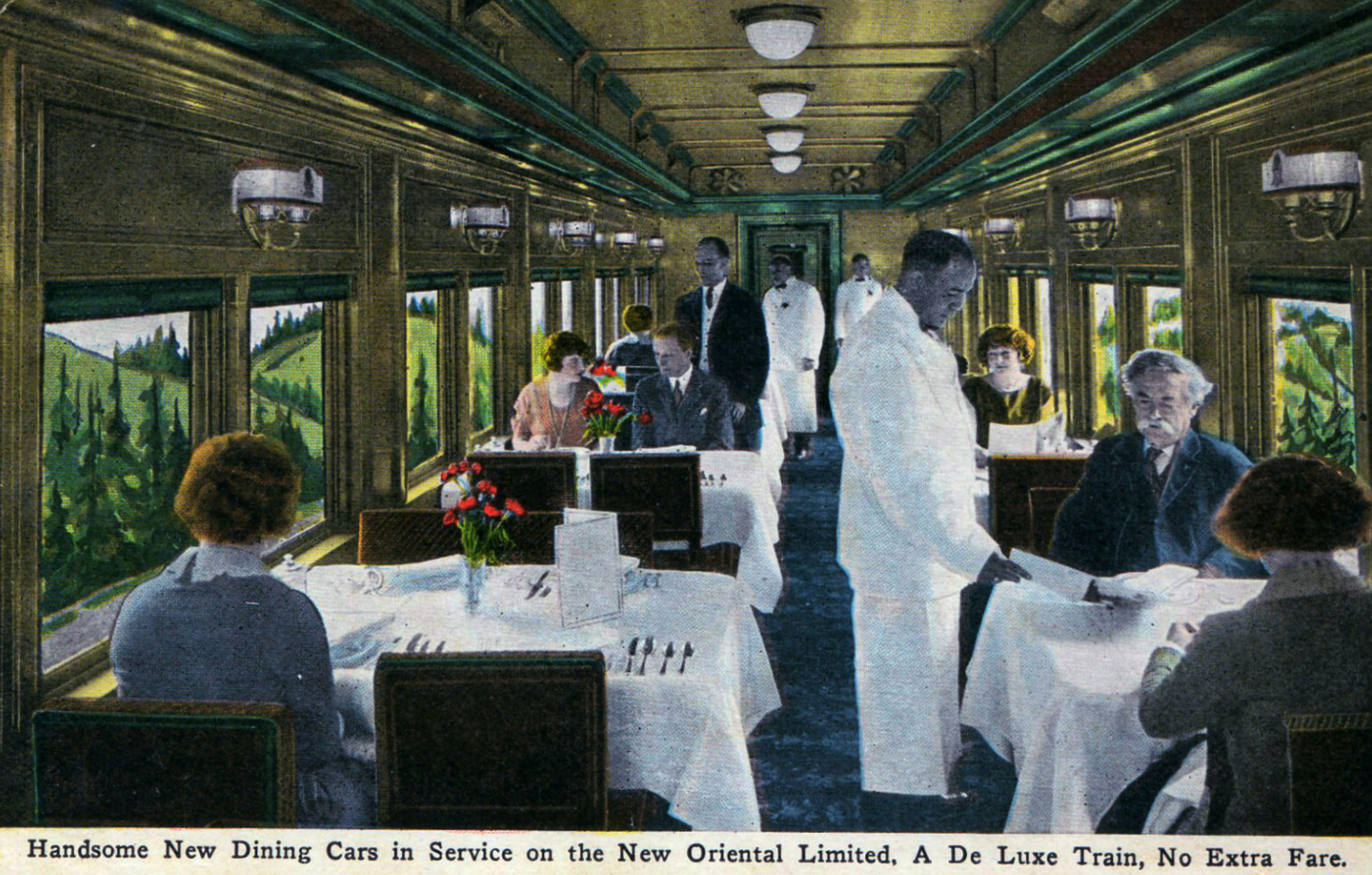
Carrozza ristorante, circa 1927
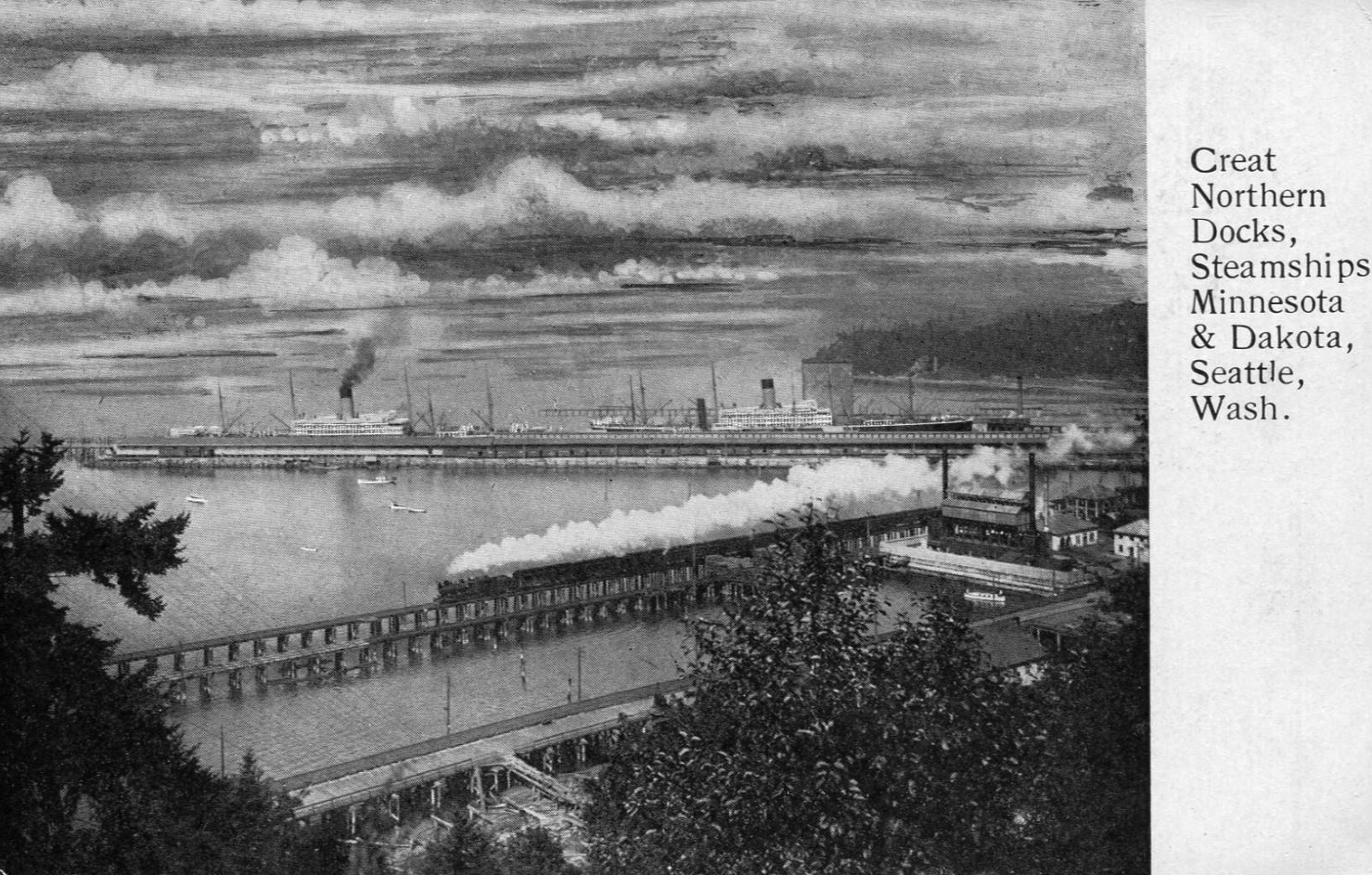
Il molo di Seattle della Great Northern, inizi del '900

## Riferimenti
- Dubin, Arthur D.  Some Classic Trains. Milwaukee:  Kalmbach Publishing Co., 1964.  ISBN 978-0-89024-011-3.
- Hidy, Ralph W., et al.  The Great Northern Railway:  A History. Minneapolis:  University of Minnesota Press, 2004.  ISBN 978-0-8166-4429-2.